# На ивици живота
На ивици живота је 43. епизода стрип серијала Кен Паркер објављена у Лунов магнус стрипу бр. 611. Објавио ју је Дневник из Новог Сада у новембру 1984. године. Имала је 94 стране и коштала је 45 динара. Епизоду је нацртао Ђорђо Тревисан, а сценарио је написао Ђанкарло Берарди. За насловну страну је нацртао Маринко Лебовић, који је и раније цртао насловнице за Кен Паркера.

## Оригинална епизода
Оригинална епизода објављена је у новембру 1981. год. под насловом A due passi dal paradiso. Издавач је била италијанска кућа Cepim. Имала је 96 страна и коштала 700 лира.

## Кратак садржај
Епизода започиње Кеновом тучом у мексичком локалу у Ногалесу (тик у америчку границу), након чега завршава у завтвору. У затвору среће 22-годишњег Пола Шервуда, који се нашао у затвору јер се замерио господару Ногалеса Лопезу Кардони, када се заљубио у његову кћерку
Кен организује бекство да би извукао Пола из затвора. На Полово изненађење, Кен доводи Пола код Хуаните, која је заједно са власником кафане организовала тучу да би Кен упао у затвор. Хуанита нуди Полу да почну заједнички живот, али Пол одбија са образложењем да би их њен отац нашао и убио. Увређена, Хуанита одлази, а Кен и Пол настављају пут.
У другом обрту, сазнајемо да је Пол заправо син Фокса Дашијела коији је унајмио Кена да нађе Пола и преда га у руке правде., јер је неколико месеци раније, Пол у коцкарници убио човека. Пол бежи од Кена, али га Кен ишак сустиже и води натраг к оцу. На путу кући успевају да се одбране и од груипе индијанаца која жели да их убије.

## Вера у институције
Кен поново потврђује своју наду у институционалну прваду. Расправљајући с Полом о његовом одметничком животу, Кен га убеђује да све може да се промени ако се решава путем институција. Пол верује да институције раде за богате, а да сиромашни правду морају да траже насилним путем.

## Претходна и наредна епизода
Овој епизоди претходила је епизода Седам златних градова (ЛМС-607) , а након ње објављена је епизода На путу за Јуму (ЛМС-616) Списак свих епизода Кен Паркер може се погледати овде.